# Anolis schiedei
Anolis schiedei (аноліс Шіде) — вид ігуаноподібних ящірок родини анолісових (Dactyloidae). Ендемік Мексики.

## Поширення і екологія
Аноліси Шіде відомі за типовим зразком, зібраним в мексиканському штаті Веракрус.